# Fortezza di Kajaani

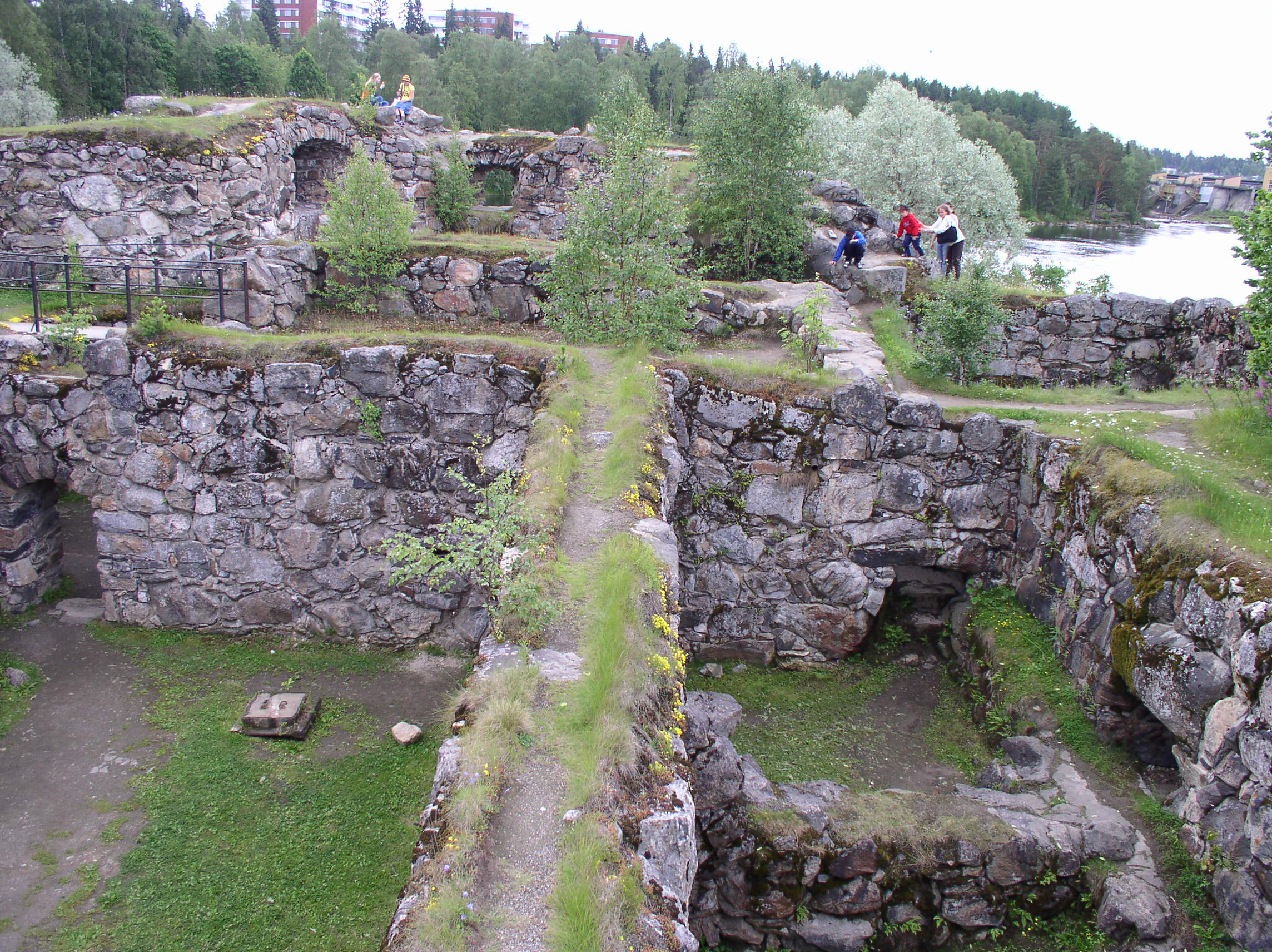
Resti della fortezza di Kajaani

La fortezza di Kajaani (Kajaanin linna in finlandese, Kajaneborg, Cajanaborg o Slott Kajaneborgs in lingua svedese) è una struttura militare edificata nei primi del XVII secolo sulla piccola isola di Ämmäkoski, lungo il fiume Kajaaninjoki, le cui rovine sono visibili nel centro della città di Kajaani in Finlandia.

## Storia
La costruzione della fortezza iniziò nel 1604 e si protrasse fino al 1619. In un primo tempo la costruzione consisteva di una parete in pietra, due torri rotonde ed alcuni edifici di legno all'interno della cinta muraria. L'edificio avrebbe dovuto servire da centro amministrativo, base militare, prigione, ed eventualmente rifugio per le truppe svedesi in caso di guerra. La fortezza era posta alla latitudine di 64°13′ Nord, in prossimità del Circolo polare artico. Il più famoso prigioniero fu lo storico Johannes Messenius il quale venne vi fu relegato , con i familiari, fra cui il figlio Arnold Johan, per circa venti anni, dal 1616 al 1635.
Fu il conte Per Brahe, governatore svedese della Finlandia, a trasformare le prime costruzioni in una fortezza, con una ristrutturazione avviata nel 1650 e completata nel 1666. Nel corso di questo intervento, la maggior parte delle strutture in legno furono sostituite con strutture in pietra. Venne aggiunta una torre, fornita di cannoni, e due ali nella parte rivolta a oriente. In prossimità della fortezza Brahe fondò il nuovo centro abitato di Kajaani, una comunità costituita per lo sfruttamento del legname proveniente dalle vaste foreste circostanti.
Nel 1716, durante la Grande guerra del Nord, le forze russe assediarono la fortezza per cinque settimane; gli svedesi assediati furono costretti infine ad arrendersi a causa della mancanza di  munizioni, cibo e legna da ardere (24 febbraio 1716). Poco dopo i russi fecero saltare la fortezza con l'esplosivo e trasferirono in Russia, come prigionieri di guerra, il comandante della fortezza, capitano Johan Henrik Fieandt, e il suo distaccamento di 50 uomini.
Nel 1721, in seguito al trattato di Nystad, gli Svedesi riottemnnero il territorio di Kajaani; la fortezza venne ricostruita e con un piccolo presidio attivo fino al 1790, anno in cui la fortezza venne abbandonata definitivamente. Dopo di allora, le mura caddero in rovina e il popolo di Kajaani ne utilizzò le pietre come materiale da costruzione.